# Dendrosotinus insularis
Dendrosotinus insularis är en stekelart som beskrevs av Belokobylskij, Iqbal och Austin 2004. Dendrosotinus insularis ingår i släktet Dendrosotinus och familjen bracksteklar. Inga underarter finns listade i Catalogue of Life.